# Jewhen Derewjaha
Jewhen Wasylowycz Derewjaha, ukr. Євген Васильович Дерев'яга, ros. Евгений Васильевич Деревяга, Jewgienij Wasiljewicz Dieriewiaga (ur. 17 kwietnia 1949 w Mikołajowie) – ukraiński piłkarz, grający na pozycji napastnika, trener piłkarski.

## Kariera piłkarska
Wychowanek klubu Sudnobudiwnyk Mikołajów. Pierwszy trener Pawło Chudojasz i Iwan Łyczko. W 1967 rozpoczął karierę piłkarską w drużynie Sudnobudiwnyka Mikołajów. Wiosną 1979 został zaproszony do Czornomorca Odessa, ale po zakończeniu sezonu powrócił do Sudnobudiwnyka. W 1974 został powołany do wojska, gdzie służył w SKA Odessa. Po zwolnieniu z wojska w 1975 wrócił ponownie do Sudnobudiwnyka. Nie jeden sezon zostawał królem strzelców klubu. 26 września 1979 w meczu z SKA Kijów został pierwszym z napastników, którzy zdobyli łącznie 100 bramek w mistrzostwach drugiej ligi ZSRR, dlatego nazwano jego imieniem symboliczny Klub strzelców. Po ostatnim 54-tym mistrzostwie ZSRR do Klubu Jewhena Derewja zakwalifikowało się 19 graczy. Uplasował się na 18 miejscu wśród najlepszych ukraińskich strzelców w mistrzostwach Drugiej Ligi ZSRR (102 goli) oraz na 28 pozycji wśród najlepszych ukraińskich strzelców w mistrzostwach wszystkich lig ZSRR. W 1979 zakończył karierę piłkarza.

## Kariera trenerska
Po zakończeniu kariery piłkarskiej rozpoczął pracę szkoleniowca. Ukończył Mikołajowski Instytut Pedagogiczny. W latach 1980–1981 oraz 1987-1989 pracował na stanowisku dyrektora technicznego klubu Sudnobudiwnyk Mikołajów. W 1982 do czerwca pomagał trenować mikołajowski klub, a potem przeniósł się do pracy z dziećmi w Szkole Sportowej Sudnobudiwnyka.

## Sukcesy i odznaczenia

### Sukcesy piłkarskie
Sudnobudiwnyk Mikołajów
- wicemistrz Ukraińskiej SRR: 1971
- brązowy medalista Mistrzostw Ukraińskiej SRR: 1973
- półfinalista Pucharu ZSRR: 1969

### Sukcesy indywidualne
- król strzelców Mistrzostw Ukraińskiej SRR: 1975, 1979
- król strzelców klubu Sudnobudiwnyk Mikołajów w Mistrzostwach ZSRR: 124 goli
- król strzelców klubu Sudnobudiwnyk Mikołajów w sezonach: 1971, 1973, 1975, 1976, 1977, 1978, 1979

### Odznaczenia
- tytuł Mistrza Sportu ZSRR: 1969